# Hysan Place

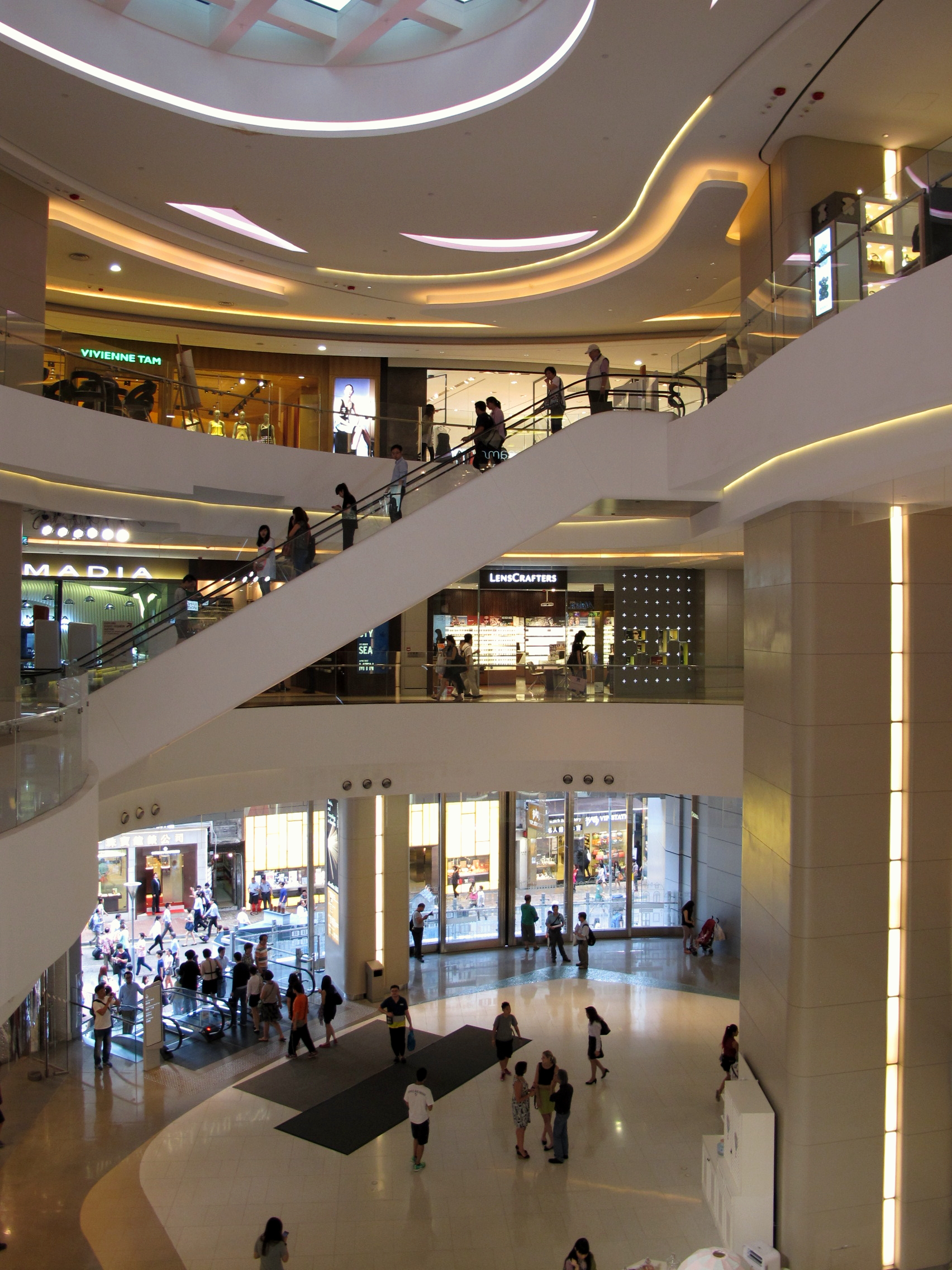
Atrio.

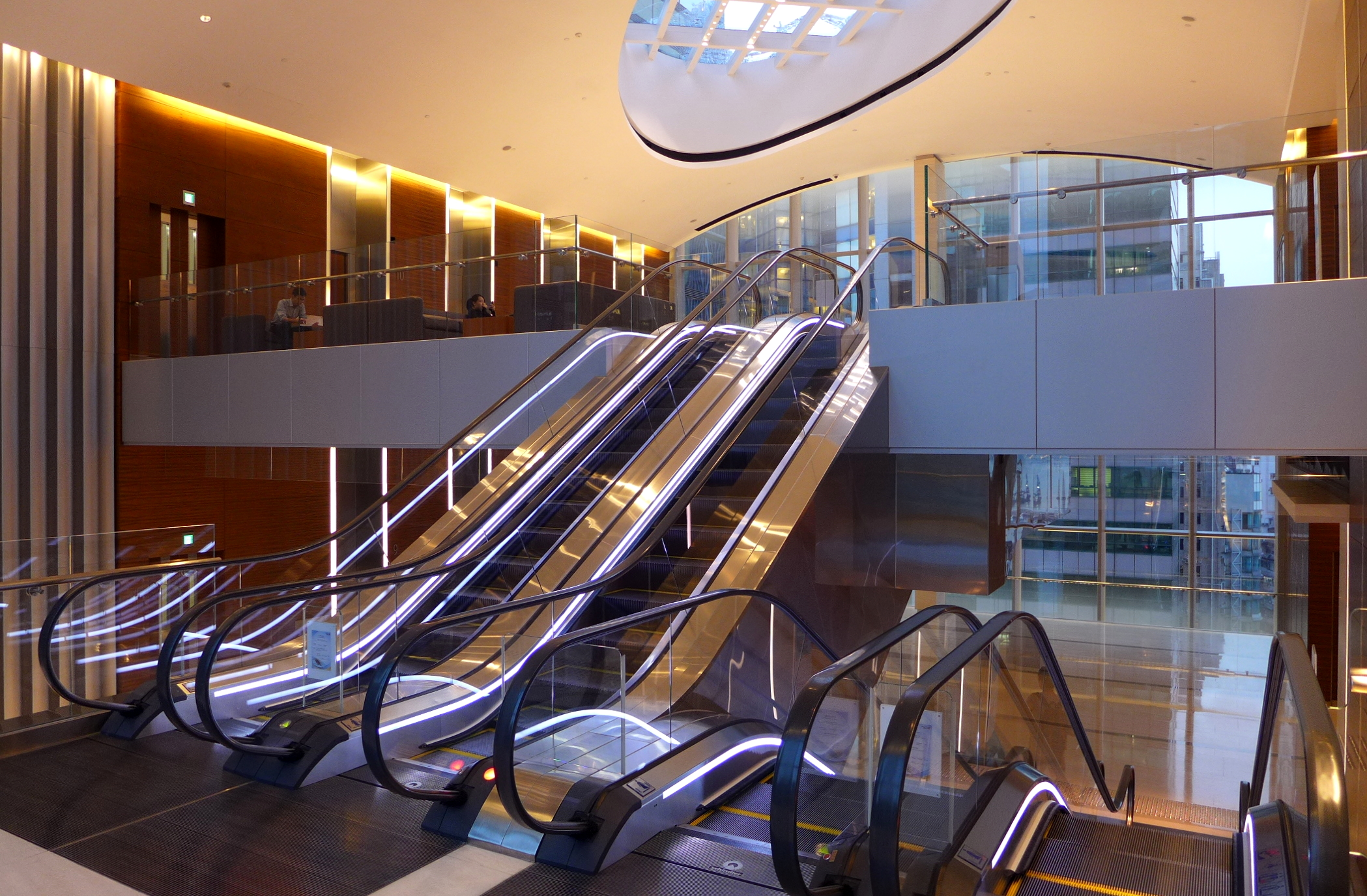
Vestíbulo de entrada a las oficinas.

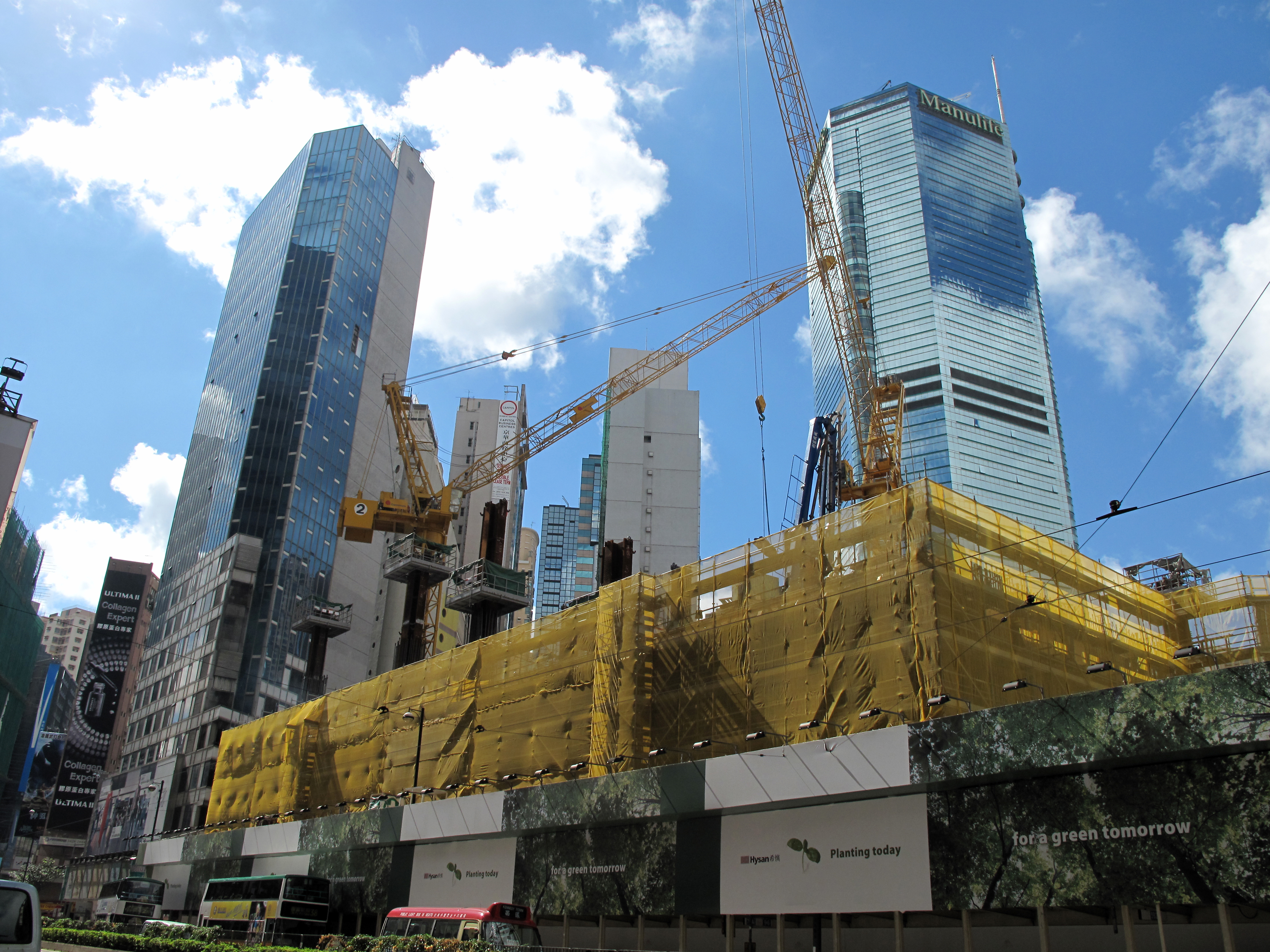
Hysan Place en construcción en julio de 2010.

Hysan Place (chino: 希慎廣場) es un centro comercial y edificio de oficinas ubicado en 500 Hennessy Road, Causeway Bay, Hong Kong, en chino tradicional, 希慎廣場 Fue desarrollado por Hysan Development Company Limited ocupando el sitio anterior del Hennessy Centre y su diseño corrió a cargo de la firma de arquitectura internacional Kohn Pedersen Fox. Su inauguración tuvo lugar el 10 de agosto de 2012. Forma parte del complejo Lee Gardens, cuyo edificio más alto es el Lee Garden One de 240 metros y 50 plantas de altura completado en 1999.

## El edificio
Hysan Place es un edificio de 40 plantas de uso comercial (15 plantas) y de oficinas (17 plantas). También alberga cuatro plantas destinadas a aparcamiento y un sótano de tiendas, en una superficie aproximada de 66 511 m² y una planta de alrededor de 4435 m². Los trabajos de construcción fueron llevados a cabo por Gammon Construction. El coste del proyecto es de 1500 millones de dólares de Hong Kong (193 millones de dólares americanos) y fue completado en noviembre de 2011. El trabajo de interiorismo corre a cargo de Vaford Contracting Co. Ltd.[cita requerida]
Hysan Place es el primer edificio de Hong Kong que ha conseguido el certificado Leadership in Energy and Environmental Design (LEED) en la categoría Platino (el más alto) concedido por el U.S. Green Building Council (USGBC).
Está conectado a la red de transporte pública y está directamente enlazado a la estación de MTR Causeway Bay Station.

## El centro comercial
El desarrollo incluye 42 000 m² de espacio comercial a lo largo de 17 plantas. El interior estuvo diseñado por Benoy utilizando una paleta monocroma y líneas arquitectónicas de geometría orgánica.
La tienda de moda americana Hollister planea abrir su primera tienda en Isla de Hong Kong.

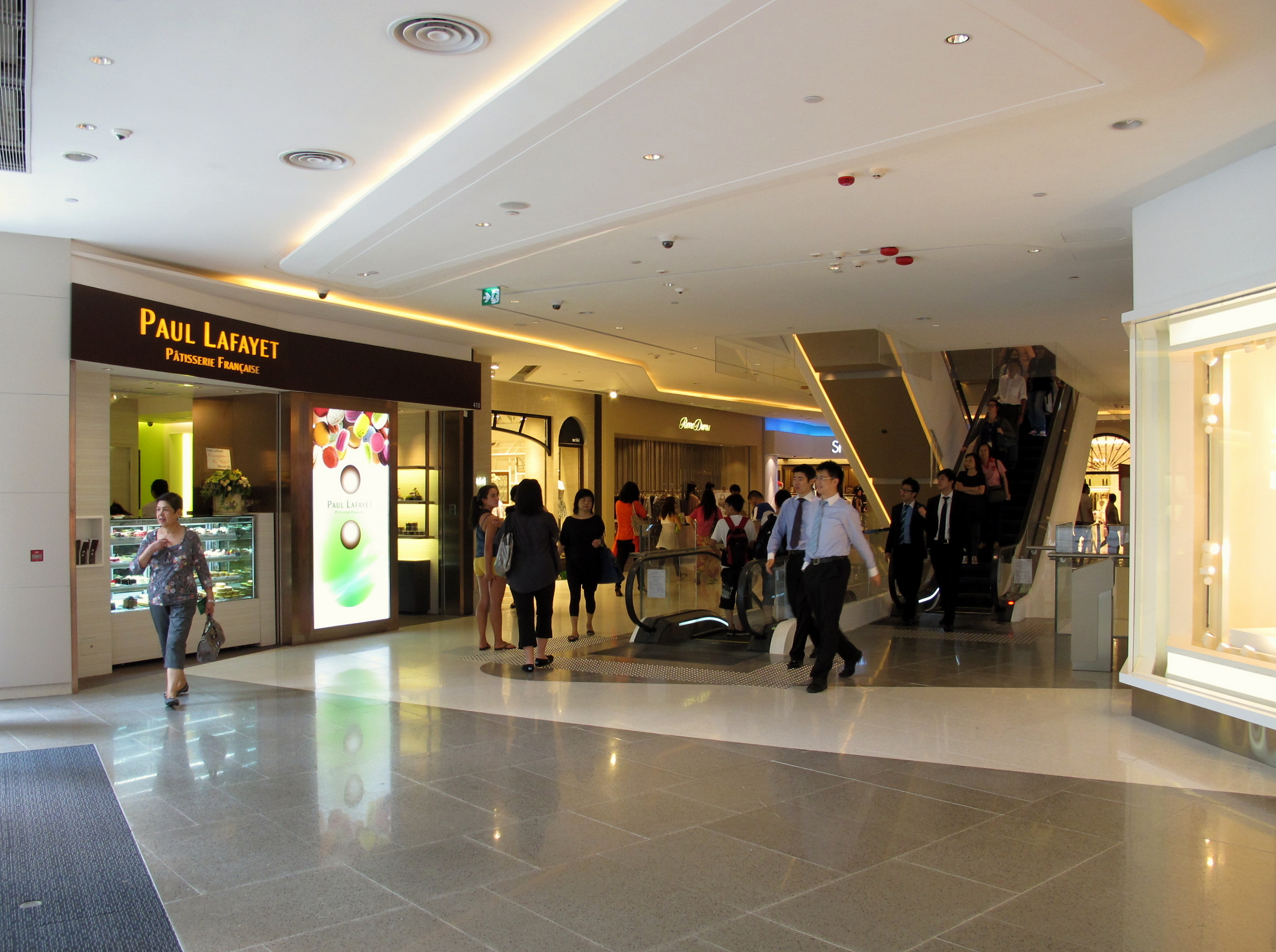
Tiendas en el piso 4
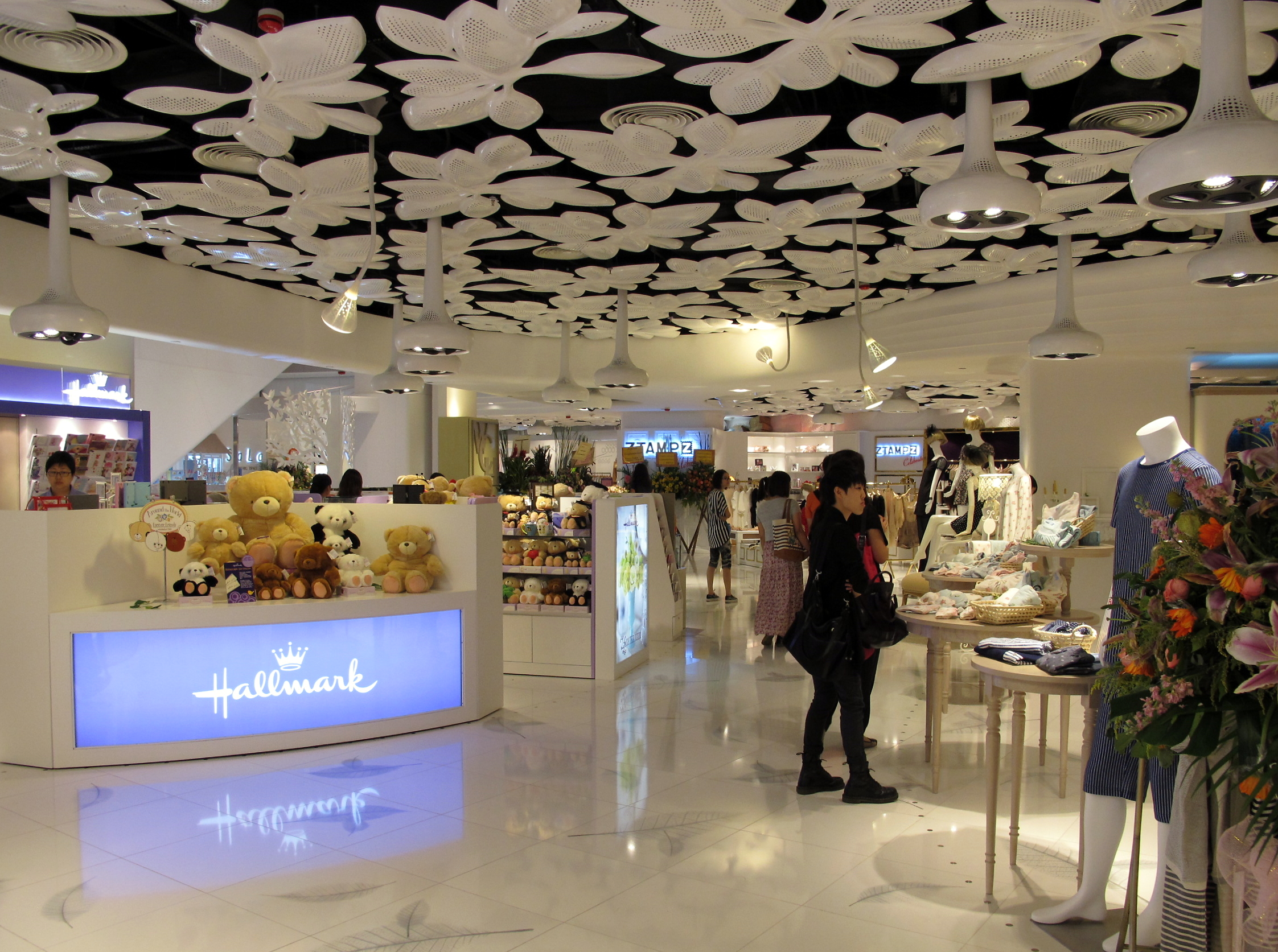
Jardín de Eden en el piso 6
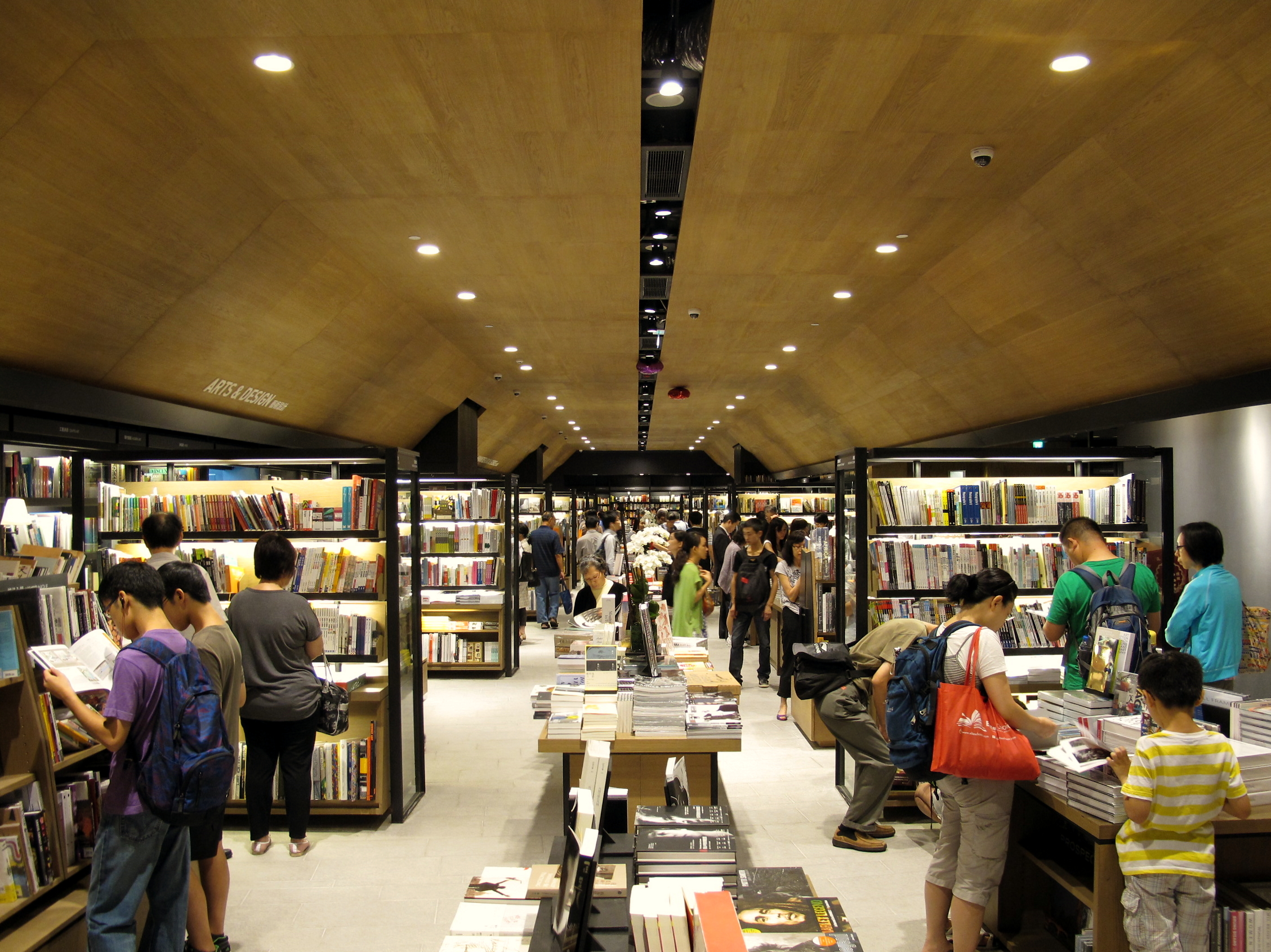
Eslite Bookstore en el piso 9
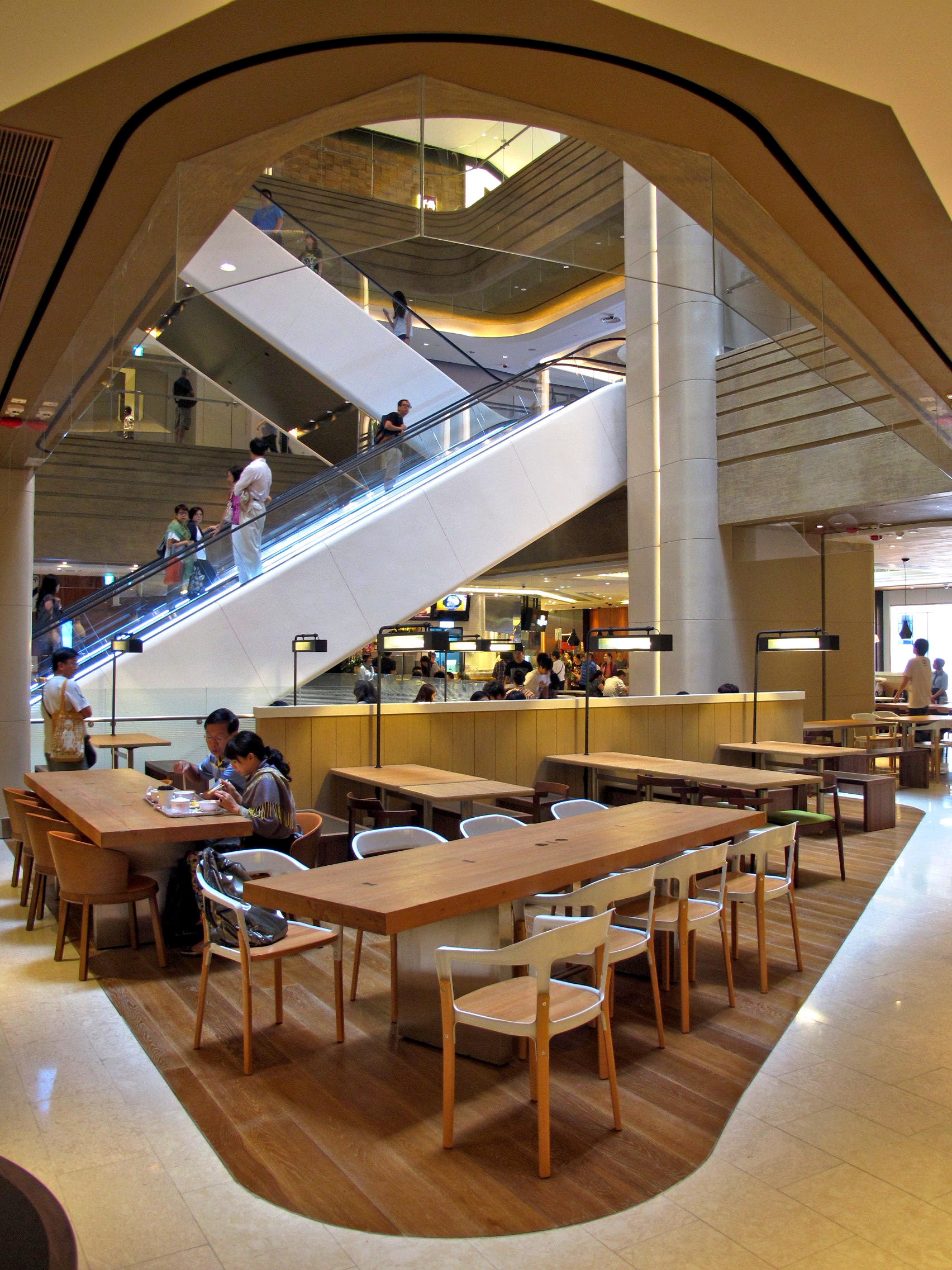
Kitchen Eleven Food Court en el piso 11

## Oficinas
Hysan Development Company Limited anunció que la auditora KPMG iba a ser el primer inquilino el 13 de junio de 2011. KPMG ha firmado un contrato de arrendamiento de nueve años de las plantas 20 a 25, ocupando una área de aproximadamente 7400 m².